# Новая Берёзовка (Починковский район)
 Новая Берёзовка  — село в Починковском районе Нижегородской области. 

## География
Находится в южной части Нижегородской области на расстоянии приблизительно 13 километров по прямой на север-северо-запад от села Починки, административного центра района.  

## История
Упоминается как село с 1707 года в связи с постройкой деревянной Николаевской церкви. В 1859 году здесь было 65 дворов и 516 жителей. В 1893 году была построена Александро-Невская деревянная церковь (обе церкви не сохранились). До 2020 года находилось в составе Ризоватовского сельсовета.

## Население
Постоянное население составляло 19 человека (русские 99%) в 2002 году, 7 в 2010.